# Masakra w Dunblane
Masakra w Dunblane – strzelanina, do której doszło 13 marca 1996 roku w miejscowości Dunblane w Szkocji w Wielkiej Brytanii. Sprawcą masakry był 43-letni były lider lokalnych skautów Thomas Watt Hamilton. W masakrze zginęło 18 osób, w tym 16 kilkuletnich dzieci, a 15 zostało rannych. Jest to najkrwawsza masowa strzelanina w historii Wielkiej Brytanii, druga najkrwawsza strzelanina szkolna dokonana przez jedną osobę w Europie (po masakrze w Kerczu z 2018 roku).

## Przebieg
Thomas Hamilton przed masakrą był widziany przez okolicznych mieszkańców ostatni raz rano w dniu 13 marca ok. godz. 8:15, gdy mył swój samochód zaparkowany na jego posesji przy ulicy Kent w Stirling. Kiedy skończył myć samochód, wsiadł do niego i pojechał do oddalonego o około 5 mil (8 km) miasteczka Dunblane. Przybył pod miejscową szkołę podstawową i wszedł do niej około 9:30 czasu miejscowego. Hamilton przed wejściem do szkoły przeciął kable słupa telegraficznego, znajdującego się niedaleko miejsca zaparkowania jego samochodu, za pomocą zabranego ze sobą zestawu specjalnych nożyc, po czym udał się w kierunku szkoły.
Hamilton po wejściu do szkoły skierował się w jej północno-zachodnią część niedaleko toalet i sali gimnastycznej. Kiedy usłyszał głosy dzieci dochodzące z sali gimnastycznej, wszedł do niej; sprawca miał przy sobie wówczas dwa pistolety Browning HP kalibru 9mm i dwa rewolwery Smith & Wesson M19 na nabój .357 Magnum, a także 743 sztuk amunicji. Przed wejściem do gimnazjum oddał dwa strzały w kierunku forum szkoły i damskich toalet. Po wejściu do sali gimnastycznej natknął się na nauczycielkę WF-u Eileen Harrild, która za chwilę miała rozpoczynać tę lekcję z pierwszoklasistami. Sprawca postrzelił nauczycielkę, po czym wszedł na salę gimnastyczną i zaczął strzelać do oczekujących na rozpoczęcie lekcji dzieci. Harrild i kilkoro rannych dzieci schowali się w jednym z pomieszczeń.
Sprawca zaczął chodzić po całej sali i strzelać do przerażonych i spanikowanych dzieci. W trakcie masakry jedna z nauczycielek Gwen Mayor, która była w ciąży, próbowała ochronić dzieci, ale została zastrzelona przez napastnika, jej nienarodzonego dziecka we wczesnej fazie rozwoju płodowego nie udało się uratować. Pierwsze strzały napastnika, skierowane w stronę dzieci, zabiły jedno z nich i raniły kilkoro innych. Hamilton przeszedł następnie na wschodnią część sali i oddał sześć strzałów, kiedy jeszcze szedł, i osiem strzałów, kiedy stanął w miejscu. Następnie stanął pośrodku sali i oddał szesnaście strzałów w losowe miejsca, a także do grupek dzieci, które zostały ogłuszone lub ranione przez wcześniejsze strzały. Hamilton zabił w ten sposób łącznie 16 dzieci i ranił kilkanaście innych. W tym momencie do sali gimnastycznej zajrzał przechodzący obok nastoletni uczeń z klasy siódmej, którego zaalarmowały głośne huki z niej dobiegające. Hamilton strzelił do ucznia, który został ranny od rozbitego strzałami napastnika szkła z drzwi, po czym uczeń ten uciekł z miejsca zdarzenia.
Następnie Hamilton strzelił jeszcze przez okno do przechodzącej w pobliżu osiedlowego placu zabaw osoby dorosłej, która zdołała uciec szaleńcowi z pola widzenia. Hamilton wyszedł z sali gimnastycznej przez wyjście ewakuacyjne i oddał strzały do przechodzącej obok pracownicy szkolnej biblioteki. Kobieta została ranna, ale przeżyła. Hamilton następnie zajrzał do znajdującej się na zewnątrz poza budynkiem szkolnym tak zwanej klasy przenośnej. Kiedy nauczycielka już nieco wcześniej zobaczyła człowieka z bronią, kazała swoim uczniom szybko schować się pod ławkami lub w innych miejscach klasy. Hamilton oddał do klasy strzały, ale nie raniły one nikogo, z czego jedna z kul drasnęła krzesło, na którym przed chwilą siedział jeden z uczniów tej klasy. Napastnik chwilę później wyraźnie zrezygnował z kontynuowania masakry, wszedł do sali gimnastycznej, włożył lufy obydwu swoich rewolwerów do ust, wycelował w podniebienie, po czym popełnił samobójstwo. Masakra trwała pięć minut.

## Ofiary strzelaniny[2]
- Victoria Elizabeth Clydesdale (5 lat)
- Emma Elizabeth Crozier (5 lat)
- Melissa Helen Currie (5 lat)
- Charlotte Louise Dunn (5 lat)
- Kevin Allan Hasell (5 lat)
- Ross William Irvine (5 lat)
- David Charles Kerr (5 lat)
- Mhairi Isabel MacBeath (5 lat)
- Gwen Mayor (45 lat) (+ jej nienarodzone dziecko)
- Brett McKinnon (6 lat)
- Abigail Joanne McLennan (5 lat)
- Emily Morton (5 lat)
- Sophie Jane Lockwood North (5 lat)
- John Petrie (5 lat)
- Joanna Caroline Ross (5 lat)
- Hannah Louise Scott (5 lat)
- Megan Turner (5 lat)
- Thomas Hamilton (43 lata)

## Sprawca
Sprawcą masakry był 43-letni Thomas Watt Hamilton (ur. 10 maja 1952 w Glasgow), który dawniej, w latach 70. XX wieku, był liderem lokalnej drużyny skautów. Jednakże został zawieszony w prawach wykonywania swoich obowiązków za podejrzane zachowania. Pojawiały się skargi na zachowanie Hamiltona wobec nieletnich chłopców, gdyż ten miał ich fotografować kiedy się rozbierali, a pewnego razu Hamilton miał zmusić dwóch skautów do przespania się obok niego w jego ciężarówce i przytulenia się, co zostało odebrane jako molestowanie o profilu homoseksualnym, Hamiltonowi nie postawiono jednak oficjalnych zarzutów.
W notatkach sprawcy znaleziono jego uskarżania się o plotkujących na jego temat ludzi, co miało jego zdaniem przyczynić się do upadku jego sklepiku osiedlowego w 1993 roku. Twierdził, że padł ofiarą spisku rządowego z polecenia królowej Elżbiety II oraz jednego z posłów do parlamentu, a kilka dni przed masakrą miał kłócić się z innym mieszkającym niedaleko posłem do parlamentu, którego syn był w drużynie skautów kierowanej przez Hamiltona. Kiedy Hamilton sam był nastolatkiem i uczęszczał do jednej ze szkół w okolicy, nie sprawiał żadnych problemów, był normalnym chłopakiem. Psycholog Peter Langman, badający sprawy strzelanin szkolnych na świecie, kwalifikuje Hamiltona do strzelców z pogranicza osobowości psychopatycznej i psychotycznej.

## Zaostrzeniedostępu do broni
W odpowiedzi na masakrę rok później w 1997 uchwalono ustawę, która zakazuje noszenia przez cywilów na terenie Anglii, Szkocji i Walii pistoletów zasilanych amunicją scaloną, z wyłączeniem broni jednostrzałowej kalibru .22LR. Wcześniejsze ograniczenie dostępu do broni w Wielkiej Brytanii miało miejsce po masakrze w Hungerford z 1987 roku, w której zginęło 17 osób, a 15 zostało rannych. Zakazano wówczas legalnego posiadania przez cywilów m.in. karabinów samopowtarzalnych.

## Reakcje
Masakra wstrząsnęła całą Wielką Brytanią. Bezpośrednio po strzelaninie zwolennicy kontroli broni zawiązali grupę Gun Control Network, którą poparły później rodziny ofiar masakry w Dunblane, a także rodziny ofiar masakry w Hungerford z 1987 roku. Kondolencje dla rodzin ofiar przesłało wielu brytyjskich polityków i królowa Elżbieta II.